# Hüseyin Tok
Hüseyin Tok (Sakarya, 9 settembre 1988) è un ex calciatore turco, di ruolo difensore.

## Carriera

### Club
Ha giocato nella prima divisione turca.

### Nazionale
Ha giocato nelle nazionali giovanili turche Under-17, Under-19 ed Under-21.